# Perlis Open
El Perlis Openl és una cursa ciclista anual a Malàisia. Sense una continuïtat establerta, durant tres edicions va formar part del calendari de l'UCI, l'última en el de l'UCI Àsia Tour.

## Palmarès
| Any  | Guanyador             | Segon              | Tercer                      |
| ---- | --------------------- | ------------------ | --------------------------- |
| 2001 | Kristjan Snorrasson   | Tonton Susanto     | Makoto Iijima               |
| 2002 | Jamsran Ulzii-Orshikh | Serguei Derevyanov | Mohamed Razali Shahrulneeza |
| 2009 | Anuar Manam           | Nguyen Hung Mai    | Abdelmalek Madani           |